# Reino de Jimma
El Reino de Jimma fue uno de los reinos de la región de Gibe en Etiopía que surgió en el siglo XIX. Compartía su frontera occidental con Limmu-Ennarea, su frontera oriental con el Reino Sidamo de Janjero, y estaba separado del Reino de Kaffa al sur por el río Gojeb. Jimma era considerado el más poderoso militarmente de los reinos Gibe. El Dawro, un dialecto de Ometo, era la lengua nativa; más tarde, lentamente dio paso al Oromo.

## Historia
Los orígenes de Jimma son oscuros, aunque antes de las migraciones oromo, el territorio que este reino llegó a ocupar había sido parte del Reino de Kaffa. Según la leyenda, varios grupos oromo (de cinco a diez) fueron conducidos a Jimma por una gran hechicera y reina llamada Makhore, que llevaba un boku (normalmente relacionado con el abba boku, o jefe del sistema Oromo Gadaa) que al ser colocado en el suelo hacía temblar la tierra y los hombres temían. Se dice que con este boku, condujo al pueblo Kaffa que vivía en la zona al otro lado del río Gojeb. Aunque esto sugiere que los invasores oromo expulsaron a los habitantes originales de la zona, Herbert S. Lewis señala que la sociedad oromo era inclusiva, y las únicas diferencias étnicas que hicieron se reflejan en la historia de varios grupos de parentesco.
Con el tiempo, los oromo se disgustaron con el gobierno de Makhore y, mediante una artimaña, la privaron de su virginidad y destruyeron su poder. Los diversos grupos siguieron entonces su propio camino, unidos libremente en una confederación que celebró consejos en Hulle, donde se aprobaron leyes bajo el abba boku; en este punto, Jimma era conocido comúnmente como Jimma Kaka.
Al principio, los Badi de Saqqa eran el clan predominante (lo que llevó al nombre alternativo de Jimma Badi), pero a finales del siglo XVIII otro grupo, los Diggo de Mana, comenzaron a extender su dominio, conquistando al clan Lalo que vivía alrededor de Jiren, y consiguiendo acceso al mercado y al centro de comercio de Hirmata (más tarde llamado Jimma). Mohammed Hassen cree que los Badi perdieron su posición predominante en parte debido a las incursiones del rey Abba Bagido de Limmu-Ennarea, pero también debido a las constantes luchas internas. Fue durante el reinado de Abba Jifar I que el reino de Jimma se fusionó, y después de este tiempo Jimma fue frecuentemente llamado Jimma Abba Jifar. El Rey Abba Jifar también se convirtió al Islam, y comenzó el largo proceso de convertir también todo su reino a esa religión.
Bajo el rey Abba Gomol, el antiguo reino de Garo fue conquistado y anexado a Jimma. El Rey Gomol estableció a hombres ricos de su reino en el estado anterior. También trajo a importantes hombres de Garo a vivir en Jiren, integrando así las dos políticas.
Fue poco después de que su hijo Abba Jifar II asumiera el trono que el poder de los neguses de Shewa comenzó a llegar a la región de Gibe por primera vez en siglos. Como Lewis señala, "Borrelli, Franzoj y otros viajeros le dieron pocas esperanzas de retener su reino por mucho tiempo." Sin embargo, siguiendo el sabio consejo de su madre Gumiti, se sometió a Menelik II, y accedió a rendir tributo a los negus, y aconsejó a sus vecinos reyes a hacer lo mismo. Sin embargo, ninguno siguió su ejemplo, y el rey Abba Jifar en cambio se encontró ayudando con entusiasmo al rey Shewan a conquistar a sus vecinos: Kullo en 1889, Walamo en 1894, y Kaffa en 1897. En 1928, el tributo de Jimma ascendió a 87.000 MTT y otros 15.000 MTT para el ejército.
Tras la muerte de Abba Jifar II, el emperador Haile Selassie aprovechó la oportunidad para finalmente anexar a Jimma. Como observa Harold Marcus, "la autonomía del reino se había visto socavada por el declive de la economía mundial, el deterioro de la salud de su gobernante, el camino que avanzaba lentamente desde Addis Abeba, la llegada del poder aéreo y las necesidades trascendentales del poder moderno y centralizado". El 5 de mayo de 1932, el periódico oficial Berhanena Selam editorializó que el reino estaba en peligro porque su rey, Abba Jifar, estaba viejo y enfermo, y su nieto y heredero ya no obedecían debidamente al gobierno central y utilizaban los ingresos del reino para formar un ejército. Siete días después, el 12 de mayo, 400 soldados y un equipo de administradores descendieron sobre Jimma y pusieron fin al reino. Durante la reorganización de las provincias en 1942, los últimos rastros administrativos del reino se desvanecieron en la provincia de Kaffa.

## Administración
El Reino de Jimma tenía su propia administración, que se centraba en el palacio real. Un oficial llamado el azazi ("el ordenante") servía allí como jefe. Su función en la corte era esencialmente la de un mayordomo, supervisando exclusivamente los asuntos internos del palacio. El azazi mantenía una serie de tesoros y dispensaba fondos para cubrir los gastos relacionados con la corte. El palacio también albergaba a soldados profesionales, a los que el azazi tenía el poder de asignar tareas de mantenimiento de la infraestructura. Otros oficiales supervisaban otras actividades cotidianas en el palacio, incluyendo el trabajo artesanal y la hospitalidad de los invitados de la corte real.

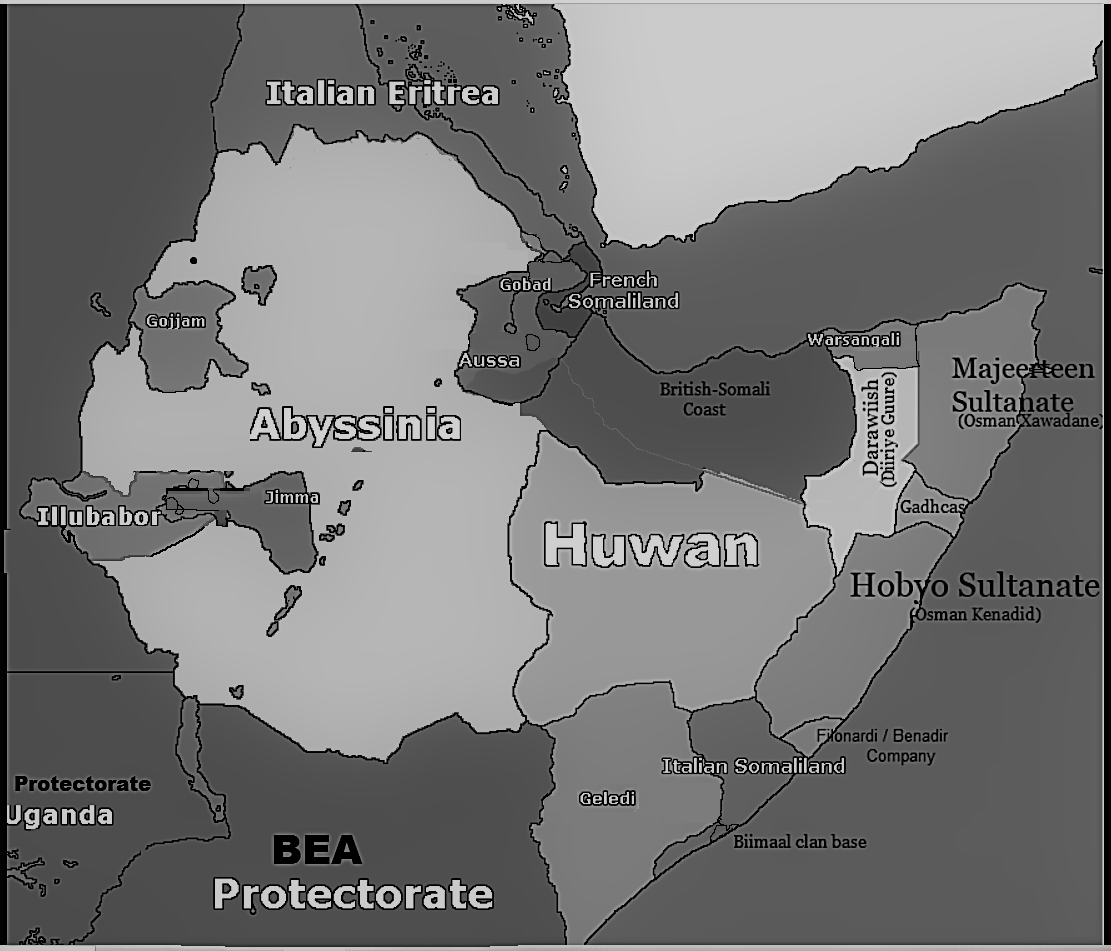

Como los otros reinos de Gibe, el rey de Jimma, Abba Jifar, también poseía muchos esclavos. Sirvieron como oficiales en el palacio real, donde atendieron las necesidades de las esposas del Rey y supervisaron el matadero y la preparación de la comida, entre otras actividades. Los esclavos también actuaban como carceleros, jueces de mercado y administradores de los territorios del Rey. Además, a veces se desempeñaban como gobernadores de una provincia, aunque este puesto se solía dar a nagadras ricos (jefe de comercio y mercados).
Al mediodía, el Rey, su séquito, los oficiales de la corte y los invitados cenaron juntos en la mana sank'a ("casa de la mesa"). Consistía en un gran salón con varias mesas grandes y redondas de madera. El Rey y otros 20 o 30 individuos se sentaban alrededor de la mesa principal, mientras que las demás mesas se clasificaban en función de su importancia según su posición con respecto al Rey. Durante la velada, el Rey solía cenar a solas con una de sus esposas, y a menudo convocaba a instrumentistas o comerciantes árabes con un gramófono para el acompañamiento musical.

## Economía
En Jimma, María Teresa Thalers (mtt) y los bloques de sal llamados amoleh fueron usados como moneda hasta el reinado del emperador Menelik II.
El café (Coffea arabica) se convirtió en un importante cultivo comercial en Jimma sólo en el reinado del Rey Abba Jifar II. Otra fuente de ingresos era la extracción de aceite Civet, que se utilizaba para hacer perfume.